# Doktor Finlays journal
Doktor Finlays journal (engelska: Doctor Finlay's Casebook) är en brittisk TV-serie som sändes i  Sveriges Television under 1960-talet. Serien handlar om en läkare i Skottland på 1920-talet och bygger på A.J. Cronins böcker om doktor Finlay (Den svarta väskan med fortsättningar). Titelmusiken är "March" från "A Little Suite" av Trevor Duncan.

## Rollista (urval)
- Bill Simpson som doktor Alan Finlay
- Andrew Cruickshank som doktor Angus Cameron
- Barbara Mullen som Janet MacPherson, deras hushållerska
- Eric Woodburn som doktor Snoddie

### Fotnoter
1. ↑  BBC Genome.[källa från Wikidata]